# Cal Tjader
Cal Tjader (Saint Louis, 1925. július 16. – Manila, 1982. május 5.) amerikai dzsesszzenész; vibrafonos, dobos, ütőhangszeres.

## Pályakép
A San Francisco State College-on tanult, majd csatlakozott Dave Brubeckhez triója dobolni; 1949 és 1951 között. George Shearing zenekarában kezdődött kapcsolata a latin zenével. Willie Boboval, Mongo Santamaríaval és Armando Perazaval bolondult bele 50-es évek mambo-őrületébe.  
A későbbiekben Lalo Schifrin, Anita O’Day, Kenny Burrell, Donald Byrd voltak fontosabb zenésztársai.
Cal Tjader a latin dzsessz leghíresebb nem latin származású képviselője. Az 1950-es évektől haláláig gyakorlatilag ő volt a kapocs a latin dzsessz és a mainstream bop között. Könnyű, ritmikus, örömteli vibrafon játéka kellemesen kötötte át a stílust.
Játéka jelentős hatással volt Carlos Santanara, és egyáltalán a latin rockra. Dobokon és bongón is játszott; a George Shearing Quintet Rap Your Troubles in Drums c. felvételén pedig zongorázott is.

## Lemezei
(válogatás)
- Mambo with Tjader
- Tjader Plays Jazz
- Ritmo Caliente
- Tjader Plays Mambo
- Cal Tjader Quintet
- Jazz at the Blackhawk
- Cal Tjader's Latin Kick
- Cal Tjader
- Mas Ritmo Caliente
- Live and Direct, Fantasy 3315
- Cal Tjader Plays, Mary Stalling Sings
- Last Night When We Were Young
- Latin for Dancers
- Several Shades of Jade
- Sona Libre
- Breeze from the East
- Warm Wave
- Soul Sauce, Verve V6-8614
- Soul Bird-Whiffenpoof
- Soul Burst
- Along Comes Cal
- The Best of
- Doxy
- Return Engagement
- La Onda Va Bien
- The Shining Sea
- A Fuego Viva
- Huracan

## Díjak
- Grammy-díj 1981 [7]